# Malostranský tunel

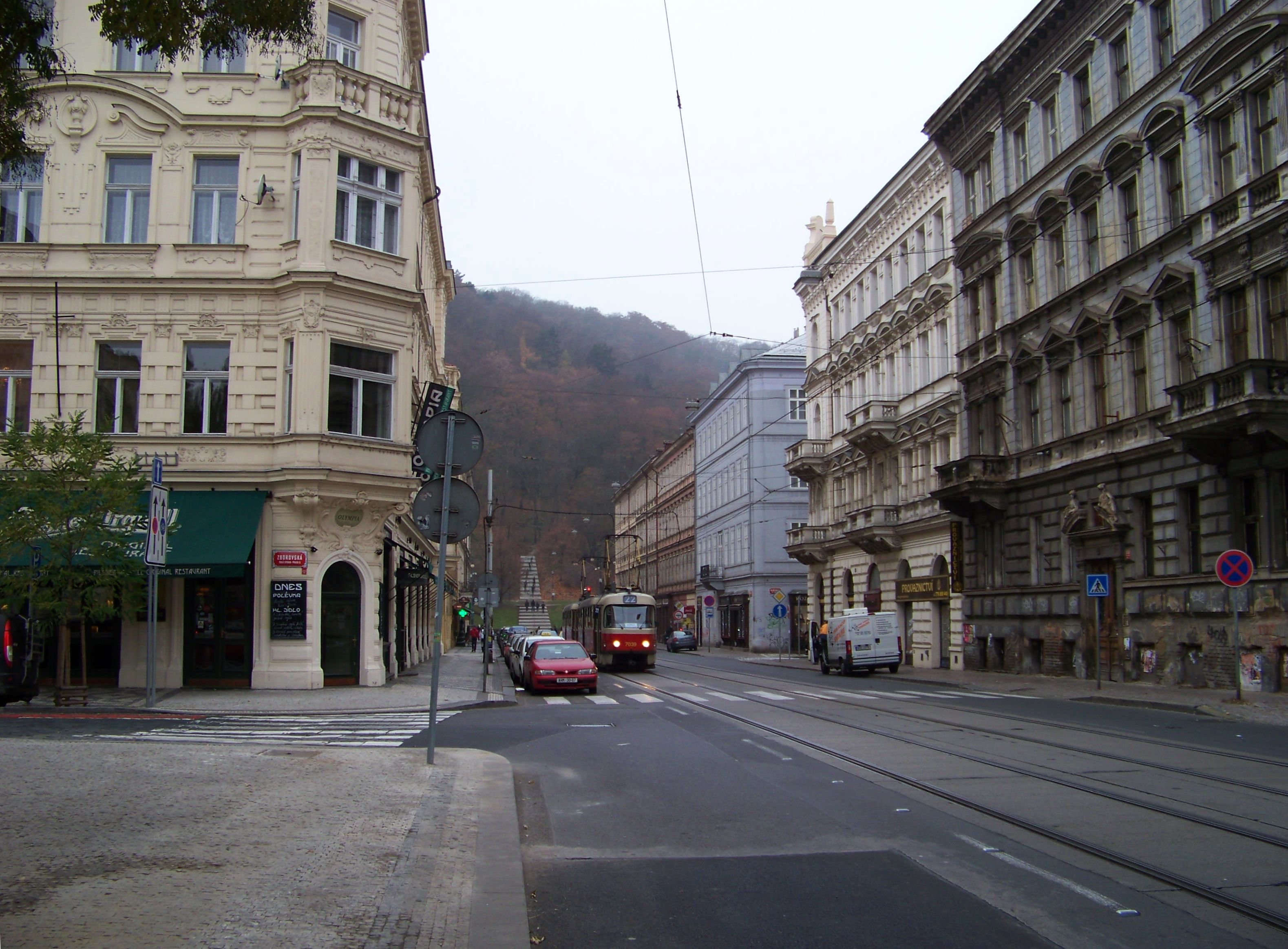
Ulice Vítězná, okolní domy měly být strženy a na jejich místě měla vzniknout rampa s vjezdem do tunelu.

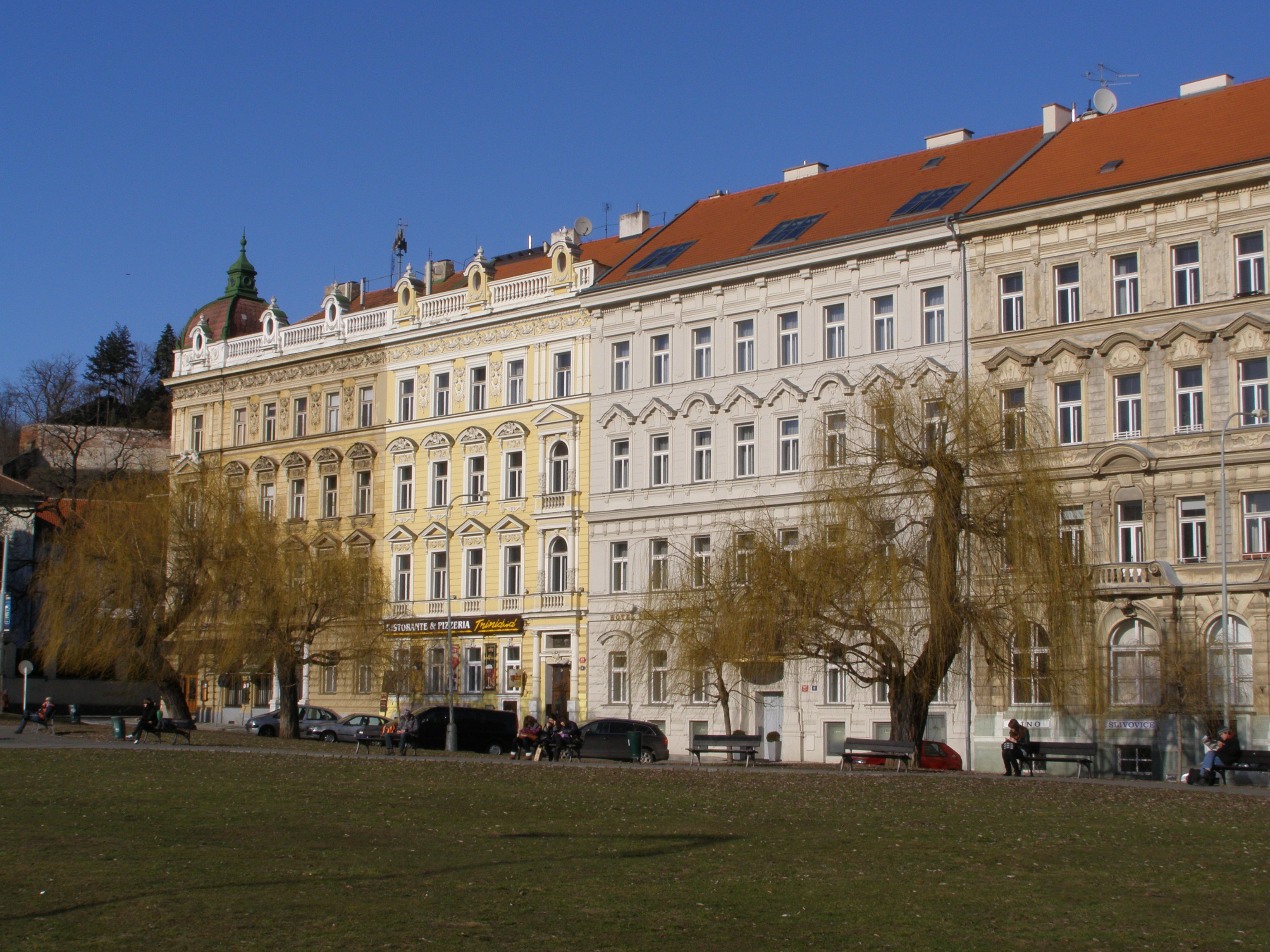
Blok domů, který měl být stržen kvůli výstavbě nového tunelu.

Malostranský tunel (zkráceně MAT) byl neuskutečněný projekt silničního tunelu, který měl stát v Praze. 

## Historie
Úzké ulice na pražské Malé Straně a rostoucí frekvence dopravy po druhé světové válce vedly pražské urbanisty a plánovače k myšelnce odvézt tranzitní dopravu ven z městské části.
V mapě stavebních obvodů Prahy z let 1947 až 1955 se objevila silnice na Petřín, tzv. Petřínská komunikace. Ve směrném územním plánu z roku 1964 tato komunikace již nebyla, nahradil ji nicméně tunel. Ten měl začínat na jižní straně mimoúrovňovou křižovatkou přibližně v prostoru ulice Vítězné (kde by mimo jiné byly strženy původní činžovní domy z 19. století). Jižní portál tunelu se měl nacházet v prostoru zhruba dolní stanice petřínské lanovky. Odtud měl tunel vést pod částí Petřína a především pod Hradčany až na Prašný most, kde by tvořil přirozené prodloužení Svatovítské ulice (tzv. Petřínský tunel).
Po nějakou dobu se objevila myšlenka přestavby nábřeží na Malé straně, která by sem nicméně přivedla tranzitní dopravu. Myšlenka na ni byla následně odstraněna a nahrazena právě tzv. Malostranským tunelem. Kudy by měl vést a jak by měl zhruba vypadat vypracovala společnost Hydroprojekt v roce 1968. Předpokládáno bylo zaústění v jižní straně u ulice Vítězné, dále vedení tunelu pod levým břehem Vltavy a jeho pokračování až k dnešní budově Strakovy akademie a severní vyústění u Čechova mostu nebo na Klárově. Předpokládalo se, že pro potřeby tunelu by bylo nezbytné zbourat nemálo historických budov. K zemi měl jít např. blok domů na ulici U železné lávky a v podstatě i velká část nábřeží od Kampy dále na jih (Janáčkovo nábřeží). Projekt byl zapracován do směrného územního plánu Prahy v roce 1971. Ještě v roce 1970 se k němu negativně vyjádřil Klub za starou Prahu. Podle jednoho z projektů měly být mimo jiné při stavbě tunelu prováděny i asanace okolních bloků domů, které se stavbou nesouvisely, např. v okolí Újezda.
Pro potřeby výstavby tunelu byl uskutečněn předběžný archeologický průzkum.
V téměř stejné trase, nicméně ze severní části zkrácené na Klárov existoval potom projekt tunelu i ve směrném územním plánu Prahy z roku 1976. V roce 1986 se již projekt tunelu v územním plánu neobjevuje.

## Reakce
Proti tunelu v podobě z roku 1968 se ve své době postavil Klub za starou Prahu, který se obával, že by taková stavba způsobila destrukci historických částí metropole. Zbořeno mělo být několik historických budov a realizace stavby by byla v rozporu se záměrem vyhlásit střed Prahy za památkovou rezervaci.